# Одрински мирен договор (1829)
Вижте пояснителната страница за други значения на Одрински мирен договор.
Одринският мирен договор от 14 (по стар стил от 2) септември 1829 година е мирен договор между Руската и Османската империя, който поставя край на Руско-турската война от 1828 – 1829 година.

## Клаузи

### Териториални
Благодарение на бойните си успехи Русия придобива територии в делтата на Дунав, в Кавказ (Ахалцихе) и по източното черноморско крайбрежие (от устието на Кубан до пристанището Свети Николай, северно от Батум). По преценка на съвременници претенциите на руското правителство са скромни, тъй като смята, че е в негов интерес да запази османското присъствие на Балканите.

### Политически
Договорът налага автономия на Гърция, Сърбия и Дунавските княжества – Влахия и Молдова, под османски сюзеренитет и руска закрила. Пряка последица за Сърбия е султанският хатишериф от 1830 година, а за румънските територии – въведения Органически регламент с ликвидирането на османската поземлена собственост и на османския контрол върху търговията със зърно и добитък, с което са залага основата на бъдещото обединение на Влашко и Молдова.

### Икономически
За Русия Одринският мир гарантира същите икономически привилегии, с каквито разполагат Франция и Великобритания при режима на капитулациите, както и свободното преминаване на невъоръжени кораби през Босфора и Дарданелите.

### Демографски
Член XIII от договора позволява изселване на населението, подкрепило руския поход към Одрин и уплашено от турско отмъщение.

## Последици
Веднага след сключването на Одринския мир руснаците разформироват и обезоръжават българските доброволци в своята армия, които са обвинявани в неподчинение, кражби и дезертьорство. На руските военни и цивилни лица на Балканите е наредено да избягват всякакви контакти с местното население, които са смятани за „източник на сериозни затруднения в политическо отношение“. Окуражени от руската политика, турците започват погроми над християните на много места в източна Тракия. Това кара между 100 000 и 140 000 българи от Варненско, Сливенско, Ямболско, Бургаско, Старозагорско и други райони да се изселят във Влахия, Молдова и Бесарабия. Руските окупационни власти полагат усилия да ограничат изселническата вълна, тъй като смятат присъствието на християнско население по пътя към Константинопол за стратегическо преимущество на Русия в дългосрочен план. Между българите в региона, които искат да се изселят, и тези, които предпочитат да останат, възниква конфликт, стигнал и до тежки саморазправи.
Одринският договор провокира и масово изселване на османски арменци (между 84 000 и 150 000) и гърци от Източен Анадол в руските владения в Южен Кавказ в периода от 1829 до 1831 година.